# Ла-Серрада
Ла-Серрада (ісп. La Serrada) — муніципалітет в Іспанії, у складі автономної спільноти Кастилія-і-Леон, у провінції Авіла. Населення — 126 осіб (2010).
Муніципалітет розташований на відстані близько 95 км на захід від Мадрида, 8 км на захід від Авіли.

## Демографія
Динаміка населення (INE ):

## Галерея зображень

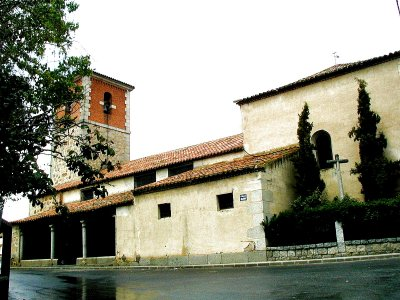
Парафіяльна церква